# АК Милан
АК „Милан“ (на италиански: Associazione Calcio Milan, Асочационе Калчо Милан, или Футболно дружество „Милан“), познат като „Милан“, е италиански футболен отбор от Милано, основан на 16 декември 1899 г. „Милан“ дели четвъртото място с „Бока Хуниорс“ в класацията за спечелени международни трофеи, което го прави един от най-успешните и титулувани клубове в историята на футбола. Носител е на 4 Интерконтинентални (Междуконтинентални)/Световни клубни купи, 5 Суперкупи на Европа, 7 Купи на европейските шампиони/Шампионска лига и 2 Купи на носителите на национални купи. „Милан“ е първият италиански и третият изобщо в историята отбор (след „Реал Мадрид“ и „Бенфика“), спечелил Купата на европейските шампиони (1962/63).
„Милан“ е единственият отбор, класирал едновременно трима свои играчи в челната тройка на класацията за Златната топка за най-добър футболист на Европа – Марко ван Бастен, Рууд Гулит и Франк Рийкард през 1988 г. и Марко ван Бастен, Франко Барези и Франк Рейкард през 1989 г. На национално ниво „Милан“ има 19 шампионски титли, 5 национални купи и 7 суперкупи на Италия, и е първият отбор, спечелил шампионата на страната (във формат национална дивизия) без допусната загуба (1991/92).
Според статистически сондаж на „Demos & Pi“ от септември 2015 г. „Милан“ е трети в Италия по брой привърженици – 14 % от общия брой интервюирани.
Най-често срещаните прякори на „Милан“ са „росонерите“ и „дяволите“, а неговите привърженици и тези на градския му съперник „Интер“ обикновено се наричат помежду си „братя".

## История

### Начални години (1899 – 1939)
Отборът по футбол и крикет „Милан“ (Milan Foot-Ball and Cricket Club) е основан на 13 декември 1899 г. от група запалени по футбола британци и италианци начело с Херберт Килпин и английския бизнесмен Алфред Едуард. Паметно в историята е изказването на Киплин: 
„Saremo una squadra di diavoli. I nostri colori saranno il rosso come il fuoco e il nero come la paura che incuteremo agli avversari!“
„Ще бъдем отбор от дяволи. Нашите цветове ще бъдат червеното като огъня и черното като страха, който ще предизвикваме у противниците ни“.
Новината за това събитие е публикувана във вестник „Ла Гадзета дело Спорт“ на 18 декември или около два дена по-късно. Първият президент на клуба е Алфред Едуард, вицепрезидент – Едуард Натан Бера, секретар – Самюъл Ричард Дейвис, а сред основателите му са още Херберт Килпин и Дейвид Алисън – капитани на футболния отбор, Даниеле Анджелони, Джанино Камперио, Антонио Дубини и Гуидо Валерио.
Клубът е приет като член на Италианската футболна федерация на 15 януари 1900 г., играе първия си мач на 11 март срещу друг милански отбор – „Медиолано“, постигната е победа с 3 – 0, а на 15 април играе първия си мач за първенство (по тогавашната система на елиминиране) – 0 – 3 срещу ФК „Торинезе“. На 27 май печели първото си отличие – т. нар. „Кралски медал“ след победа с 2 – 0 срещу „Ювентус“.
Още през следващата 1901 г. „Милан“ печели първата си шампионска титла, прекъсвайки серията от три титли на „Дженоа“, побеждавайки го на финала с 3 – 0. Втората идва през 1906 г., когато след завършил наравно първи мач с „Ювентус“ последните отказват да изиграят втори, недоволни от избраното от федерацията място за провеждането му – стадиона на УС „Миланезе“. През следващата 1907 г. е завоювана и третата титла – този път изпреварвайки във финалната група отборите на „Торино“ и „Андреа Дория“.
Въпреки тези успехи, през 1908 г. група от съдружници на клуба, несъгласни с ограниченията в картотекирането на чуждестранни играчи, го напуска, за да създаде нов – ФК „Интернационале Милано“ или както ще стане известен – ФК „Интер“. Първото дерби между двата отбора е изиграно на 15 октомври 1908 г. и завършва с победа за „Милан“ с 2 – 1. След това „Милан“ е близо до спечелване на нова титла през 1910 – 11 и 1911 – 12 г. – два пъти шампион е „Про Верчели“. От 1916 г. до 1919 г. първенствата в Италия и в другите големи европейски страни са спрени поради настъпилата Първа световна война. Така през 1915 г. и 1916 г. първенството е заменено от турнир на име „Федерална купа“, спечелена във второто си издание от „Милан“. Звездата на „росонерите“ в онзи период е Ренцо Де Веки.
През март 1919 г. клубът променя официалното си име на „Футболен Клуб Милан“ (Milan Football Club), а през 1926 г. е открит стадионът „Сан Сиро“, изграден по време на управлението на президента Пиеро Пирели и на който от 1948 г. ще започне да играе домакинските си срещи и „Интер“. Периодът между двете световни войни не е успешен за клуба – достигнати са само две трети места – през 1937 – 38 и 1940 – 41 г. Въпреки това през тези години в състава на отбора блести звездата на един от първите трима двукратни световни шампиони по футбол – Джузепе Меаца. Междувременно през 1936 г. клубът приема името „Спортно Дружество Милан“ (Milan Associazione Sportiva), което само след три години – февруари 1939 г. вследствие политиката на фашисткия режим на Мусолини за италианизиране на имената ще бъде отново сменено – този път на „Футболно Дружество Милано“ (Associazione Calcio Milano). Веднага след приключване на Втората световна война клубът получава името „Футболно Дружество Милан“ (Associazione Calcio Milan), с което е известен.

### Ерата на „Гре-Но-Ли“, Ривера и Роко (1950 – 1977)
След очакване, продължило 44 години, най-накрая през 1950 – 51 г. „Милан“ печели четвъртата си шампионска титла (както и престижната Латинска купа) благодарение на шведското нападателно трио Гунар Грен, Гунар Нордал (най-резултатният нападател в историята на Червено-черните със своите 210 гола в 257 мача) и Нилс Лидхолм – известно с прозвището „Гре-Но-Ли“, вратаря Лоренцо Буфон и унгарския треньор Лайош Цайзлер. В следващите години към отбора се присъединяват Хуан Скиафино (световен шампион с Уругвай от 1950 г.), Баньоли, Радиче, Джовани Трапатони и Чезаре Малдини, които дават своя принос за спечелените нови три титли – през 1954 – 55, 1956 – 57 и 1958 – 59 г., както и на още една Латинска купа (1956 г.). През 1958 г. „Милан“ достига до финала на Купата на европейските шампиони, където губи от най-силния в онези години „Реал Мадрид“ с 2 – 3 (2 – 2) след продължения.
Присъединяването към отбора на изгряващата звезда Джани Ривера, на световния шампион с Бразилия от 1958 г. Жозе Алтафини (Мацола), Джовани Трапатони, Греци и бъдещата легенда на треньорската скамейка – Нерео Роко донасят през 1962 г. осмата титла на Италия и първата европейска титла за отбора – на стадион Уембли след 2 – 1 е детрониран „Бенфика“ с Еузебио, с което капитанът Чезаре Малдини става първият италианец, поел в ръцете си Купата на европейските шампиони. На 16 ноември същата година обаче „Милан“ с новия си треньор Виани (Нерео Роко е преминал в „Торино“) след 4 – 2 в Милано и 2 – 4 в Рио де Жанейро (пред 165 000 зрители) губи допълнителния трети мач за Междуконтиненталната купа – пак на стадион Маракана с 0 – 1 от „Сантош“ с Пеле. Това е и последният сезон на президента Андреа Рицоли, който след девет години и спечелени четири шампионски титли, една купа на европейските шампиони и една Латинска купа, чиято заслуга е и строителството на спортния център Миланело, напуска управлението на клуба.
Следват няколко не особено добри сезона, които въпреки това през 1966 – 67 г. донасят една Купа на Италия, на финала е победен „Калчо Падуа“ с 1 – 0. Завръщането през 1967 г. на треньорския пост на Нерео Роко обаче довежда до спечелването на деветата шампионска титла и за пръв път на Купата на носителите на национални купи и на финала в Ротердам с два гола на Курт Хамрин е победен „Хамбургер ШФ“.
На следващата година, макар и изпреварен в първенството от „Фиорентина“, „Милан“ печели втората си Купа на европейските шампиони: на стадион Сантяго Бернабеу в Мадрид с Шнелингер и Сормани в състава си и след хеттрик на Пиерино Прати (наречен шеговито La Peste – „Чумата“) с 4 – 1 е победен „Аякс“, ръководен от Ринус Микелс и с изгряващата звезда Йохан Кройф. През есента на същата година „Милан“ успява за първи път да спечели и Междуконтиненталната купа – 3 – 0 и 1 – 2 срещу аржентинския „Естудиантес“, а в самия ѝ край за първи път със Златната топка на списание „Франс футбол“ за най-добър играч в Европа е награден италианец – капитанът Джани Ривера.
70-те години започват с три поредни втори места – две от които след като е пропилян сериозен аванс пред следващия в класирането – през 1970 – 71 г. шампион е „Интер“, а през 1972 – 73 г. след загуба на „Милан“ в последния кръг, от както ще бъде наречена „фаталната“ Верона, шампион е „Ювентус“. Те са компенсирани до голяма степен от двете спечелени национални купи – 1971 – 72 на финала е победен „Наполи“ с 2 – 0 и 1972 – 73 г. и преди всичко със спечелената втора КНК – 1 – 0 срещу „Лийдс“. След няколко сезона без успехи през 1977 г. треньорският пост е поет от Нилс Лидхолм, а дебют в първия отбор прави Франко Барези. Това довежда година по-късно до спечелването на „звездното скудето“ или десетата шампионска титла. Отборът, воден от Джани Ривера в неговия последен сезон като играч надделява над конкуренцията на коравия Перуджа – от съществуването на серия А първият отбор, успял да завърши шампионата без допусната загуба.

### В Серия Б (1980 – 1985)
С пролетта на 1980 г. футболната общественост в Италия е разтърсена от най-големия в нейната история скандал – този на „Черното тото“. Като част от него фигурира уговарянето на мача „Милан – Лацио“, завършил 2 – 1, заради което двата отбора са наказани от футболната федерация да играят в следващия сезон в Серия Б. Интересен факт е, че по заведеното едновременно с това дело в Гражданския съд двата отбора са оправдани поради липса на доказателства, но до приключването му шампионатът вече е започнал. „Милан“ завършва на първо място във втора дивизия, но тежката криза, която вече очевидно е налегнала клуба, става причината за повторното му отпадане – през следващата 1981 – 82 г. „Милан“ завършва трети в обратен ред на класирането с 24 точки (две за победа) от 30 мача. Въпреки това стълбът в отбраната – Фулвио Коловати е един от титулярите на Националния отбор на Италия, станал световен шампион през лятото на същата година. Завръщането на „Милан“ в Серия А отново става веднага, но клубът е задлъжнял и сериозно застрашен от фалит. Все пак на 20 януари 1985 г. привържениците на отбора стават свидетели на дебюта на 16-годишния Паоло Малдини.

### Ерата Берлускони (1986 – 2016)

#### Успехи с холандското трио и Барези при Саки и Капело (1986 – 1994)
Историческа дата в историята на „Милан“ е 20 февруари 1986 г., когато клубът е поет от бизнесмена, телевизионен магнат на прохождащата в Италия частна телевизия Силвио Берлускони. Новият президент стартира безпрецедентна кампания за закупуване на играчи – отборът е подсилен с Коломбо, Анчелоти, Донадони, Масаро, Гали, Бонети и Галдеризи, а на следващата година и с холандското трио Ван Бастен, Гулит (със Златната топка за 1987 г.) и Рийкард. След една преходна 1986 – 87 г. легендата Лидхолм е заменен с малкоизвестния дотогава Ариго Саки. Резултатите идват веднага: след дълго преследване на водача Наполи с Марадона се стига до директния сблъсък между двата отбора на стадион „Сан Паоло“ – 3 – 2 за „Милан“ няколко кръга преди края означава 11-ата шампионска титла за отбора. В края на годината, в резултат и на европейската титла на Холандия, Ван Бастен печели Златната топка като най-добър играч на Европа с подгласници Гулит и Рийкард. През пролетта на 1989 година на полуфинала за Купата на европейските шампиони – сблъсък, определен като „Финал преди финала“, след 1 – 1 в първия мач (рядко виждан гол с глава на Ван Бастен) на реванша в Милано „Милан“ сразява „Реал Мадрид“ с 5 – 0. На самия финал с по два гола на Ван Бастен и Гулит „Милан“ побеждава „Стяуа“ (Букурещ) с 4 – 0, с което става за трети път европейски първенец. Малко по-късно е спечелена Суперкупата на Италия – 3 – 1 срещу „Сампдория“ и Суперкупата на Европа – 2 – 1 срещу „Барселона“, а в края на годината и втората Междуконтинентална купа – 1 – 0 срещу колумбийския „Меделин“. Тези успехи донасят на Ван Бастен втората Златна топка в кариерата му – този път подгласници са Барези и отново Рийкард.
Историята почти се повторя през 1990 г. – с гол на Рийкард „Милан“ печели четвъртата си европейска титла – с 1 – 0 е победен Бенфика, отново Суперкупата на Европа и третата си Междуконтинентална купа – 3 – 0 срещу парагвайския „Олимпия“, но в шампионата след загуба в последния кръг отново от „фаталната“ Верона (мач завършен от „Милан“ с девет души) титлата на Италия е отстъпена на „Наполи“.
Серията от европейски успехи е временно прекъсната на 20 март 1991 г. в т. нар. „Марсилска нощ“, когато в четвъртфинал за КЕШ срещу „Олимпик“, заради проблеми с електрическото осветление на стадион „Адриано Галеани“ нарежда на играчите да напуснат терена. Отказът му отборът да се върне в игра дори и след като проблемът е отстранен довежда до служебна загуба на „Милан“ и дисквалификация от европейските турнири за една година. След края на шампионата Ариго Саки става треньор на Националния отбор на Италия и е сменен на треньорската скамейка от Фабио Капело.
През своя първи сезон на кормилото на отбора Фабио Капело прави „Милан“ шампион на Италия без нито едно поражение като част от една все още уникална серия без загуба продължила 58 мача. През следващата 1992 – 93 г. „Милан“ е отново шампион и печели Суперкупата на Италия, но губи с 0 – 1 финала на Шампионската лига от „Олимпик Марсилия“. След дисквалификацията на французите вследствие скандала с уговорения мач от френския шампионат с „Валансиен“ „Милан“ играе на мястото на „Олимпик“ мачовете за Суперкупата на Европа – загубен от „Парма“ с 1 – 2 и този за Междуконтиненталната купа – загубен от бразилския „Сао Пауло“ с 2 – 3. Краят на 1993 г. вижда още четирите гола на Ван Бастен в мача от Шампионската лига срещу „Гьотеборг“ и спечелената от него трета Златна топка, но и началото на края на неговата кариера – след серия от несполучливи операции на глезен той е принуден да се раздели с футбола. Следващата 1993 – 94 г. остава паметна – завоювана е 14-ата титла на Италия, а на финала на Шампионската лига е спечелена петата европейска титла след убедителното 4 – 0 над отбора на „Барселона“ с Ромарио и Христо Стоичков в редиците си. Сезонът завършва със спечелената Суперкупа на Европа – 2 – 0 срещу „Арсенал“ и със загубения двубой за Междуконтиненталната купа – 0 – 2 срещу аржентинския „Велес Сарсфийлд“. Целият този период освен с трите холандски звезди се свързва и с имената на Жан-Пиер Папен, Себастиано Роси, Еранио, Звонимир Бобан, Деян Савичевич, Марсел Десаи и Кристиан Панучи.

#### С Малдини, Уеа и смяна на поколенията (1995 – 2001)
През 1995 г. „Милан“ отново достига финала на Шампионската лига – загубен с 0 – 1 от „Аякс“, воден от Луис ван Гаал. През 1996 г. вече с Джордж Уеа (носител на Златната топка от 1995 г.) в състава си „Милан“ печели 15-ата си шампионска титла. След края на сезона Капело напуска отбора и е заменен от Оскар Табарес, което дава началото на истинска треньорска въртележка. Като цяло „смяната на поколенията“ в отбора през този период оказва своя негативен ефект – напуска Гулит, а състезателната си кариера прекратяват Даниеле Масаро, Мауро Тасоти и най-вече Франко Барези – „Играчът-знаме“, в чиято чест фланелката с номер 6 на „Милан“ е изтеглена от обращение. Това е и първият подобен случай във футболната история, станал възможен благодарение на скорошната промяна в регламента, позволяващ използването на всички номера до 99-и.
Идва сезонът 1998/99 г., за който от Удинезе като треньор е привлечен Алберто Дзакерони и са закупени германският национал Оливер Бирхоф и Хелвег. Те заедно с неостаряващите Алесандро Костакурта и Паоло Малдини, Абиати на вратата, Леонардо и все още един от най-бързите играчи в Италия – Уеа са в основата на една от най-драматично спечелените шампионски титли: след като осем кръга преди края „Милан“ изостава на осем точки от водача „Лацио“, един рядко срещан финален спринт от десет мача без загуба го прави шампион за 16-и път. Така Алберто Дзакерони се присъединява към Нерео Роко, Ариго Саки и Фабио Капело, спечелвайки титлата на страната още в първата си година начело на отбора. Представянето на клуба на европейската сцена обаче е разочароващо и в крайна сметка Дзакерони е сменен от дуото Чезаре Малдини – Мауро Тасоти. В иначе „сушавата“ откъм успехи следваща година (дължаща се и на контузии на основни играчи – Руи Коща, Шевченко, Малдини, Индзаги, Албертини и Амброзини) на 11 май 2001 г. Милан разгромява градския си съперник „Интер“ с 6 – 0.

#### При Анчелоти, Шевченко и Кака (2001 – 2011)
За сезон 2001/02 начело на отбора застава турският треньор Фатих Терим, нашумял със спечелената с Галатасарай Купа на УЕФА, но само след няколко месеца той е уволнен и на неговия пост застава Карло Анчелоти. Привличането в този период на Дида, Андреа Пирло и Кларънс Сеедорф става основата за нови успехи на отбора – през пролетта на 2003 година в турнира на Шампионската лига на четвъртфиналите след 0 – 0 в Амстердам и 3 – 2 в Милано е елиминиран „Аякс“, на полуфинала след 0 – 0 в първия „домакински“ мач и 1 – 1 във втория (гол на Шевченко) е елиминиран градския съперник „Интер“, за да се стигне до финала на стадион Олд Трафорд в Манчестър срещу „Ювентус“, където след 0 – 0 в редовното време и продълженията и решаваща дузпа на Шевченко „Милан“ става за шести път европейски шампион. Три дни по-късно след успех в двата финални мача срещу Рома Милан печели и петата си Купа на Италия. Следват победата в Монте Карло с 1 – 0 над „Порто“ (с Жозе Моуриньо на скамейката) в мача, който донася четвъртата Суперкупа на Европа и загубените с дузпи мачове за Суперкупата на Италия срещу „Ювентус“ и този срещу „Бока Хуниорс“ за Междуконтиненталната купа.
През 2003 – 2004 г. след привличането на бразилеца Кака и аржентинеца Ернан Креспо са спечелени 17-етата шампионска титла на Италия и петата суперкупа на Италия, но се стига и до разочароващо елиминиране от „Депортиво Ла Коруня“ в четвъртфинал от Шампионската лига след като в реванша е пропилян аванса от 4 – 1 от първия мач. Годината донася и индивидуално отличие – Златната топка е за Андрий Шевченко.
През следващата година „Милан“ върви твърде убедително както в шампионата, така и в турнира на Шампионската лига, постигайки през ранната пролет на 2005 г. серия от девет поредни победи с минимална разлика в резултата. Според италианските медии по това време вероятен конфликт между Анчелоти и президента на клуба Силвио Берлускони относно стила на игра става причината отборът да го промени към по-нападателен, което на 25 май същата година на стадион „Ататюрк“ в Истанбул ще стане основната причина „Милан“ инфарктно да загуби финала за Шампионската лига срещу „Ливърпул“ след като след изтичане на първото полувреме води с 3 – 0. Все пак този мач завършил 3 – 3 след продълженията и решен с дузпи остава в историята като един от най-драматичните финали на европейски турнири.
Към края на сезон 2005 – 2006 г. в Италия се развихря скандала, получил името „Калчополи“. Макар и той да засяга основно „Ювентус“ и неговия директор Лучано Моджи, заради обвинението за уговаряне на мача „Удинезе – Милан“, завършил 1 – 1, на отбора са отнети 30 точки от актива (което го изместа от второ на трето място в крайното класиране) и наложени осем точки пасив за следващия шампионат. Донякъде това наказание става причината отборът да се концентрира върху представянето си в Шампионската лига. В четвъртфиналите след 2 – 2 в Милано и 2 – 0 в Мюнхен е елиминиран „Байерн“, на полуфинала след 2 – 3 в Манчестър и 3 – 0 на Сан Сиро – „Манчестър Юнайтед“. Стига се до финала в Атина, където с отбор, чиято средна възраст е една от най-високите в историята на турнира, „Милан“ благодарение на два гола на Индзаги печели седмата си титла на европейски шампион – „Ливърпул“ е победен с 2 – 1. По-късно ще бъдат спечелени за пети път Суперкупата на Европа (рекорд, който впоследствие ще бъде изравнен от „Барселона“) и Световната клубна купа (заменила бившата Междуконтинентална купа), с което „Милан“ става за четвърти път световен клубен шампион. Вследствие на тези успехи в края на годината Кака̀ печели Златната топка като футболист номер едно на Европа.
Краят на сезон 2008 – 2009 г. е свързан с оттеглянето на Анчелоти, заменен от Леонардо и прекратяването на състезателната кариера на Паоло Малдини. В знак на признателност към заслугите на Малдини неговата фланелка с номер 3 е изтеглена от обръщение.
Само след един сезон – през 2010 г. Масимилиано Алегри заменя Леонардо на треньоркия пост, като междувременно е закупен Златан Ибрахимович. Това през 2011 г. донася 18-ата и последна шампионска титла за „Милан“. Спечелена е и поредната – шеста Суперкупа на Италия след победа с 2 – 1 над „Интер“ в Пекин.

#### Години на преход (2012 – 2016)
През следващата 2012 г. „Милан“ води в класирането почти до последните кръгове от шампионата, за да отстъпи в крайна сметка на „Ювентус“. За отбелязване е прекратяването на кариерата на Гатузо, Неста и Зеедорф, което ще доведе до нова криза от смяна на поколенията.
В периода до днес спорни решения на мениджърите на клуба както по отношение на избора на треньор (след Алегри се изреждат Тасоти, Зеедорф, Индзаги, Синиша Михайлович и Кристиан Броки) така и по отношение на селекцията, водят до разочароващи за привържениците резултати.

### Продажба на клуба и нови инвестиции (2016 – 2019)
На 5 август 2016 г. някои телевизионни канали съобщават за подписан от Силвио Берлускони договор за продажбата на клуба на китайски консорциум, който би трябвало да бъде финализиран до края на същата година. След известно забавяне, в крайна сметка на 13 април 2017 г. Фининвест в официално свое обръщение обявява, че е осъществила продажбата на 99,93 % от собствеността на клуба на „Росонери Спорт Инвестмънт Лукс“ (Rossoneri Sport Investment Lux) с президент Ли Йонгхонг (Li Yonghong), който на следващия ден – 14 април е обявен за президент и на клуба. С това продължилата 31 години „Ера Берлускони“ завършва.
Преходът в „Милан“ продължава с неубедителни резултати, но „росонерите“ все пак успяват да зарадват своите фенове с още една титла на 26 декември 2016 г. На стадион „Джасим бин Хамад“ в Катар „Милан“ побеждава „Ювентус“ след изпълнение на дузпи и печели седмата си Суперкупа на Италия.
През лятото на 2017 г. новото ръководство на клуба дава около 240 млн. евро за лятна селекция, като амбициите са титлата. На 27 ноември 2017 г. треньорът Винченцо Монтела е уволнен поради слаби резултати и заменен от бившия играч на росонерите Дженаро Гатузо. Милан се класира за груповата фаза на Лига Европа 2018/19, след като завършва на 6-то място сезон 2017/18 в Серия А, но е изключен от европейските турнири поради нарушения на правилата за финансов феърплей. Милан обжалва пред Спортния арбитражен съд и печели на 20 юли 2018 г.
На 10 юли 2018 г. президентът Ли не успява да изпълни плана си за изплащане на заема, като пропуска да депозира навреме вноска от 32 милиона евро за да рефинансира дълга по заема от 303 милиона евро, дължим на американския хедж фонд. В резултат на това през юли 2018 г. е заличен като акционер на Rossoneri Sport Inv. Lux., пряката компания майка на клуба, което прави инвестиционния инструмент, контролиран от Elliott Management Corporation единствен акционер на Rossoneri Sport Inv. Lux. и нов собственик на Милан.
В първия пълен сезон на Гатузо начело, Милан надминава очакванията и в голяма част от сезона е в топ 4. Въпреки спечелването на последните си 4 мача, Милан пропуска да се класира за Шампионската лига с една точка. След неуспеха на Милан да се класира за Шампионската лига, Гатузо подава оставка като треньор. На 19 юни 2019 г. Милан назначава бившия треньор на Сампдория Марко Джампаоло с 2-годишен договор. На 28 юни 2019 г. Милан е изключен от Лига Европа 2019/20 заради нарушаване на разпоредбите за финансов феърплей за годините 2014 – 2017 и 2015 – 2018.

### Прогрес и нова титла (2019 –)
След четири месеца начело, Джампаоло е уволнен, след като губи четири от първите си седем мача, като представянето на отбора е лошо и липсва доверие от привържениците. Стефано Пиоли е назначен. След подновяването на кампанията в Серия А поради пандемията от COVID-19, Милан записва серия от 10 мача без загуба, като печели 7 включително мачове срещу Ювентус, Лацио и Рома. Тази поредица отказва Милан от плановете си да назначи Ралф Рангник като нов треньор и спортен директор и вместо това удължава договора на Пиоли за още 2 години. След силен старт в Серия А 2020/21, който е продължение на втората половина на предишния сезон, Милан под ръководството на Пиоли в първия си пълен сезон е изведен до второ място в калчото, което е най-високото класиране за отбора след Серия А 2011/12. Този резултат позволява на Милан да се класира за Шампионска лига 2021/22, което е първото участие от седем години след 2013 г.
Милан си подсигурява 19-та титла след издънка на Интер в последния кръг от сезон 2021/22 с клубен рекорд от 86 точки. Това е първа титла след сезон 2010/11. В наградите на Серия А Рафаел Леао е обявен за най-ценен играч, Майк Менян за най-добър вратар, а Пиоли за треньор на сезона. На 1 юни 2022 г. RedBird Capital Partners се съгласява да придобие Милан за 1,3 милиарда долара, като междувременно Elliott Management Corporation запазва миноритарен дял.

## Стадион
В първите години след своето създаване „Милан“ играе домакинските си мачове на различни терени. От 1900 до 1903 г. – на Campo Trotter (където впоследствие ще бъде построена централната гара на Милано), от 1903 до 1905 г. – на Campo Acquabella, открито на 15 март 1903 г. с приятелския мач Милан – Дженоа 0 – 0, от 1906 до 1914 г. на Campo Milan di Porta Monforte (впосл. Campo di Via Fratelli Bronzetti), от 1914 до 1920 г. – на колодрума Sempione, от септември до ноември 1919 г. – на Campo Pirelli и от 1920 до 1926 г. – на Campo di Viale Lombardia. „Милан“ играе известен брой мачове и на Arena Civica (стадионът на „Интер“) – в периодите 1908 – 14 и 1941 – 49 г.
От 1926 г. „Милан“ играе на стадион Джузепе Меаца, известен най-вече като „Сан Сиро“ – от името на квартала, в който се намира. Стадионът има капацитет от 80 018 места и от 1948 г. е използван и от градския съперник „Интер“. Строежът на стадиона започва през декември 1925 г. по инициатива на Пиеро Пирели – тогавашният президент на клуба. Открит е официално на 19 септември 1926 г. с мач срещу „Интер“, завършил 3 – 6. От 1935 г. е собственост на Община Милано. През 1980 г. е наречен на Джузепе Меаца, състезател на двата милански отбора и италианския национален отбор.

## Миланело
Напълно реконструиран и възстановен по желание на Силвио Берлускони, сега „Миланело“ е един от най-престижните и иновационни европейски спортни центрове. Разположен на хълм с височина 300 метра на около 50 km от Милано и близо до град Варезе, Миланело може да бъде лесно достигнат по магистралата А8. Центърът, изграден през 1963, е разположен сред зелен оазис с площ 160 хил. m², включващ също иглолистни дървета и малко езеро, и се намира между градовете Карнаго, Касано Маняго и Кайрате. Миланело представлява голямо предимство не само за клуба на „Милан“, но и за италианската футболна система като цяло – целта към която се стреми Андреа Рицори, решавайки да го изгради. Приемствеността е поета от Силвио Берлускони и Фининвест, която предоставя на треньори и играчи обширен център, проектиран така че да удовлетворява всички техни нужди. С авангардните си съоръжения Миланело е често използван от Италианската футболна федерация (FIGC) за подготовка на Националния отбор на Италия за важни състезания, като Европейските първенства през 1988, 1996 и 2000 г.
В Миланело има шест терена с нормални размери, един по-малък с изкуствена трева, един с изкуствена основа и терен с малки размери наречено „Клетката“ поради стената, която го обгражда висока 2,30 м. Пътечка за бягане с дължина 1200 м през пресечен терен между дърветата се използва от играчите за поддържане на тяхната физическа форма (бягане и колоездене) по време на футболния сезон, както и за възстановяване на контузените играчи. Основната постройка в центъра е двуетажна сграда включваща офиси, стаите на играчите, сауна, TV-стая, бар, басейн, кухня, две трапезарии, пресцентър, гостна, пералня и медицински център. До главната сграда се намира „отдела за гости“, където също така живеят няколко играчи от юношеските формации – т.нар. „пролет“ (primavera). Тези млади звезди, които идват от различни части на Италия и чужбина, ходят на училище както всички други подрастващи, а в следобедите се посвещават на техните тренировъчни сесии. Отделно от основните здания се намират две съблекални (една за първия тим, а другата за юношеските отбори), както и гимнастически салон снабден с най-модерните фитнес уреди – една от гордостите на „Милан“. Гимнастическият салон е всъщност многократно разширяван – през сезон 2000 – 2001 пространството за тренировка е удвоено. Изключително технологичен и съвременен той е иновационен център, който дава възможност да се оценяват постиженията на всеки играч като се изработва индивидуална графика на футболистите след всяка тренировка. Съоръжен е с оборудване за трениране на цялата мускулатура, както за сърдечносъдови упражнения, машини за рехабилитация и оценка (REV 9000), фитнес система (TGS) – „ключът“ за създаване и реализзиране на индивидуални тренировъчни програми. Миланело е наричан „Спортен център №1 в света“. Най-авангардните технически постижения предлагат идеални условия за спортна дейност от най-високо ниво.

## Лого
- 1899 – 1916
- 1936 – 1945
- 1946 – 1979
- 1986 – 1998
- 1998 –

## Състав

### Настоящ състав
Към 15 август 2025 г.

## Успехи

### Национални успехи
- Серия А 
  -  Шампион (19): 1900/01, 1905/06, 1906/07, 1950/51, 1954/55, 1956/57, 1958/59, 1961/62, 1967/68, 1978/79, 1987/88, 1991/92, 1992/93, 1993/94, 1995/96, 1998/99, 2003/04, 2010/11, 2021/22
  -  Вицешампион (17): 1901/02, 1947/48, 1949/50, 1951/52, 1955/56, 1960/61, 1964/65, 1968/69, 1970/71, 1971/72, 1972/73, 1989/90, 1990/91, 2004/05, 2011/12, 2020/21,2023/24
  -  Бронзов медал (18): 1937/38, 1940/41, 1948/49, 1952/53, 1953/54, 1959/60, 1962/63, 1963/64, 1968/69, 1975/76, 1979/80, 1988/89, 1999/00, 2002/03, 2005/06, 2008/09, 2009/10, 2012/13
- Купа на Италия:
  -  Носител (5): 1966/67, 1971/72, 1972/73, 1976/77, 2002/03
  -  Финалист (10): 1941/42, 1967/68, 1970/71, 1974/75, 1984/85, 1989/90, 1997/98, 2015/16, 2017/18, 2024/25
- Суперкупа на Италия:
  -  Носител (8): 1988, 1992, 1993, 1994, 2004, 2011, 2016, 2025
  -  Финалист (4): 1996, 1999, 2003, 2019
- Серия Б
  -  Шампион (2): 1980/81, 1982/83

### Международни успехи
- КЕШ и Шампионска лига:
  -  Носител (7): 1963, 1969, 1989, 1990, 1994, 2003, 2007
  -  Финалист (4): 1958, 1993, 1995, 2005
- КНК:
  -  Носител (2): 1968, 1973
  -  Финалист (1): 1974
- Суперкупа на Европа:
  -  Носител (5): 1989, 1990, 1994, 2003, 2007
  -  Финалист (2): 1973, 1993
- Междуконтинентална купа:
  -  Носител (4): 1969, 1989, 1990, 2007
  -  Финалист (4): 1963, 1993, 1994, 2003
- Световно клубно първенство
  -  Носител (1): 2007
- Латинската купа:
  -  Носител (2): 1951, 1956
  -  Финалист (1): 1953
- Купа Митропа:
  -  Носител (1): 1982
- Купа от турнир Мундиалито:
  -  Носител (1): 1987
- Федерална купа:
  -  Носител (1): 1916
- Медали на Краля:
  -  Носител (3): 1900, 1901, 1902
- „Трофей Луиджи Берлускони:“
  -  Носител (13): 1992, 1993, 1994, 1996, 1997, 2002, 2005, 2006, 2007, 2008, 2009, 2011, 2014
  -  Финалист (10): 1991, 1995, 1998, 1999, 2000, 2001, 2003, 2004, 2010, 2012
- „Купа Сантяго Бернабеу:“
  -  Носител (2): 1988, 1990
  -  Финалист (1): 1999
- „Torneo FGNI:“
  -  Носител (4): 1902;[34] 1904; 1906; 1907

## Легендарни и известни бивши играчи
- Хърбърт Килпин
- Ренцо де Веки
- Луис ван Хидж
- Джузепе Сантагостино
- Алесандро Сченони
- Франческо Поми
- Луиджи Перверси
- Луиджи Дарио Компиани – вратар
- Джузепе Ториани
- Пиетро Аркари
- Джовани Морети
- Алдо Бофи
- Джузепе Меаца
- Марио Зорзан – вратар
- Джузепе Антонини
- Джани Топан
- Еторе Пуричели
- Рикардо Карапелезе
- Андреа Бономи
- Карло Ановаци
- Омеро Тоньон
- Ренцо Бурини
- Лоренцо Буфон – вратар
- Гунар Нордал
- Нилс Лидхолм
- Гунар Грен
- Алфио Фонтана
- Ерос Бералдо
- Марио Бергамаски
- Артуро Силвестри
- Амлето Фриняни
- Франческо Загати
- Чезаре Малдини
- Хуан Скиафино
- Джовани Трапатони
- Жозе Алтафини
- Джими Грийвс
- Карло Гали
- Сандро Салвадоре
- Марио Треби
- Джорджо Геци – вратар
- Джани Ривера
- Джовани Лодети
- Марио Давид
- Бруно Мора
- Нело Сантин
- Амброджо Пелагали
- Джулиано Фортунато
- Амарилдо
- Дарио Барлуци – вратар
- Карл-Хайнц Шнелингер
- Курт Хамрин
- Анджело Сормани
- Роберто Росато
- Пиерино Прати
- Анджело Анкуилети
- Фабио Кудичини – вратар
- Ромео Бенети
- Джорджо Биасиоло
- Алдо Малдера
- Алберто Бигон
- Лучано Киаруджи
- Джузепе Сабадини
- Маурицио Туроне
- Егидио Калони
- Енрико Албертози – вратар
- Фулвио Коловати
- Роберто Антонели
- Валтер де Веки
- Фабио Капело
- Алдо Бет
- Валтер Новелино
- Джорджо Морини
- Рубен Буриани
- Марк Хейтли
- Рей Уилкинс
- Паоло Роси
- Паоло Малдини
- Франко Барези
- Марко Ван Бастен
- Рууд Гулит
- Франк Рийкард
- Алесандро Костакурта
- Мауро Тасоти
- Роберто Донадони
- Карло Анчелоти
- Анджело Коломбо
- Албериго Евани
- Пиер Паоло Вирдис
- Джовани Гали – вратар
- Даниеле Масаро
- Марко Симоне
- Деян Савичевич
- Звонимир Бобан
- Кристиан Панучи
- Деметрио Албертини
- Марсел Десаи
- Жан-Пиер Папен
- Себастиано Роси – вратар
- Диего Фузер
- Марио Бортолаци
- Грациано Манари
- Роберто Муси
- Стефано Боргоново
- Филипо Гали
- Алдо Серена
- Фернандо де Наполи
- Франческо Антониоли – вратар
- Джанлуиджи Лентини
- Стефано Еранио
- Стефано Нава
- Флорин Радочою
- Браян Лаудруп
- Джордж Уеа
- Роберто Баджо
- Паоло Ди Канио
- Джовани Стропа
- Паоло Футре
- Томас Локатели
- Пиетро Виерховод
- Кристоф Дюгари
- Йеспер Бломквист
- Патрик Клуйверт
- Михаел Райцигер
- Едгар Давидс
- Уинстън Богард
- Оливер Бирхоф
- Леонардо Араужо
- Масимо Амброзини
- Кристиан Абиати – вратар
- Андрес Гулиелминпиетро – Гули
- Маурицио Ганц
- Федерико Джунти
- Франческо Коко
- Роберто Аяла
- Андре Крус
- Йенс Леман – вратар
- Томас Хелвег
- Кристиан Циге
- Бруно Н'Готи
- Луиджи Сала
- Доменико Морфео
- Козмин Контра
- Тарибо Уест
- Джани Командини
- Стефано Фиори – вратар
- Хосе Мари
- Хави Морено
- Андрий Шевченко
- Кака
- Кларънс Сеедорф
- Андреа Пирло
- Руи Коща
- Дженаро Гатузо
- Ривалдо
- Филипо Индзаги
- Ернан Креспо
- Алесандро Неста
- Кафу
- Яп Стам
- Дида – вратар
- Каха Каладзе
- Сержиньо дос Сантос
- Фернандо Редондо
- Хосе Чамот
- Йон Дал Томасон
- Мартин Лаурсен
- Роке Жуниор
- Дарио Симич
- Алберто Джилардино
- Кристиан Виери
- Кристиан Броки
- Желко Калач – вратар
- Джузепе Панкаро
- Джузепе Фавали
- Даниеле Бонера
- Масимо Одо
- Марек Янкуловски
- Йоан Гуркюф
- Флавио Рома – вратар
- Роналдо
- Роналдиньо
- Дейвид Бекъм
- Клас-Ян Хюнтелар
- Марко Бориело
- Емерсон
- Тиаго Силва
- Марко Амелия – вратар
- Джанлука Дзамброта
- Златан Ибрахимович
- Марк ван Бомел
- Кевин Принс Боатенг
- Матийо Фламини
- Марио Йепес
- Лука Антонини
- Урби Емануелсон
- Робиньо
- Алешандре Пато
- Антонио Касано
- Боян Къркич
- Марио Балотели
- Адил Рами
- Съли Мунтари
- Майкъл Есиен
- Валтер Бирса
- Джампаоло Пацини
- Фернандо Торес
- Стефан Ел Шаарави
- Кристиан Дзакардо
- Алесандро Матри
- Найджъл Де Йонг
- Жереми Менес
- Диего Лопес – вратар
- Карлос Бака
- Матия Де Шильо